# Héjmodell
A héjmodell egyike a legkorábbi atommag-modelleknek. A nukleonok – ugyanúgy, mint az elektronok – fermionok, ezért érvényes rájuk a Pauli-féle kizárási elv. A modell szerint a nukleonok is – az  atom elektronjaihoz hasonlóan – energiaszintekre csoportosulnak. Annak ellenére, hogy az atommagban a nukleonok sűrűn ütköznek (tehát a klasszikus értelemben vett "szint" nem létezik), ez a modell sikeresen magyarázza az atommagok stabilitásának periodikusságát.
A modellen elsősorban Wigner Jenő, Maria Goeppert-Mayer és Johannes Hans Daniel Jensen dolgoztak, akik munkájuk elismeréseképpen 1963-ban elnyerték a fizikai Nobel-díjat.

## Kísérleti indokok
Már korábban is felfigyeltek a kutatók arra, hogy a 2, 8, 20, 28, 50, 82 vagy 126 protont, illetve neutront tartalmazó magok különösen stabilak. Ezeket a magokat nevezzük mágikus magoknak. A mágikus magok kötési energiája nagyobb a szomszédos magokétól.

## A modell alapjai
- a nukleonok egymással nincsenek kölcsönhatásban
- mindegyik nukleon egy gömbszimmetrikus potenciálvölgyben mozog

A magerők pontos ismeretének hiányában a potenciált csak találgathatjuk. Általában a derékszögű potenciált és a harmonikus oszcillátor potenciálját használják. Mindkét esetben a nukleon energiáját két kvantumszám, az N főkvantumszám és az l mellékkvantumszám határozza meg: {\displaystyle E_{N}=(N+{3}/{2})\hbar \omega }

## Eredmények
A héjmodell ezekből a feltevésekből kiindulva sikeresen magyarázza az első 3 mágikus számot:
| N = 2*n + l – 2 | EN ({\displaystyle \hbar \omega }) | n   | l   | állapot | e- száma | Az összes e- | Mágikus szám |
| --------------- | ---------------------------------- | --- | --- | ------- | -------- | ------------ | ------------ |
| 0               | 3/2                                | 1   | 0   | 1s      | 2        | 2            | 2            |
| 1               | 5/2                                | 1   | 1   | 1p      | 6        | 8            | 8            |
| 2               | 7/2                                | 1 2 | 2 0 | 1d 2s   | 12       | 20           | 20           |
| 3               | 9/2                                | 1 2 | 3 1 | 1f 2p   | 20       | 40           | 50           |

Mint látható, a héjmodell nem tudja megmagyarázni a 4. mágikus számot. Elég hamar rájöttek azonban, hogy a spin-pálya kölcsönhatás bevezetésével a problémát meg lehet oldani. A nukleon teljes impulzusmomentuma így {\displaystyle l\pm {1}/{2}} lesz (l orbitális momentum és a spin összege). Emiatt egyes szintek felbomlanak, és a szintek energiái átrendeződnek.

## Fordítás
- Ez a szócikk részben vagy egészben  a   Nuclear shell model című angol Wikipédia-szócikk fordításán alapul.  Az eredeti cikk szerkesztőit annak laptörténete sorolja fel. Ez a jelzés csupán a megfogalmazás eredetét és a szerzői jogokat jelzi, nem szolgál a cikkben szereplő információk forrásmegjelöléseként.